# Сокращённый летописный свод
Сокращённый летописный свод — русская летопись конца XV века, известная в трёх видах: Соловецкий вид, сохранившийся в одном списке конца XV века, который обрывается на годовой статье 1472 года, Погодинский вид доходящий до сентября 1493 года, и Мазуринский вид — до февраля 1495 года.

## Текстология
Один список Погодинского вида был открыт А. А. Шахматовым. Позднее ряд списков Погодинского и Мазуринского видов был обнаружен А. Н. Насоновым. В 1962 году они были изданы под названием «Сокращенные летописные своды 1493 и 1495 гг.» в «Полном собрании русских летописей».
Прямое влияние Сокращённого свода обнаруживается в Русском хронографе 1512 года и Софийской первой летописи по списку Царского. Шахматов указал, что ряд текстов известного ему списка Сокращённого свода и связанных с ним более поздних летописей, Софийской первой по списку Царского и Новгородской Хронографической, совпадают с известиями Ермолинской летописи за 1428—1478 годы и с некоторыми известиями её начальной части. Предполагается, что общим протографом Сокращённого свода и Ермолинской был Кирилло-Белозерский свод начала 1470-х годов.
К Сокращённому своду и Ермолинской летописи близка Устюжская летопись начала XVI века. Некоторые известия XV века сближают их также с Софийской второй и Львовской летописями. Конечные части Погодинского и Мазуринского видов совпадают с текстами великокняжеского летописания конца XV века: Погодинский вид — с Московским великокняжеским сводом конца XV века, Мазуринский — с Симеоновской летописью. Московский свод конца XV века оказал влияние также на основной текст Погодинского вида, на известия за X и XIV века и др.

## Содержание
В сравнении с Ермолинской летописью, Сокращённый свод подробнее передаёт рассказы Кирилло-Белозерского свода начала 1470-х годов о бездарных и продажных воеводах Василия II Тёмного, которым противостоит «удалый воевода» Фёдор Басёнок, сосланный в 1473 году в Кирилло-Белозе́рский монастырь.
В Ермолинской летописи текст Кирилло-Белозерского свода в части до статьи 1417 года заменён текстом, предположительно из особой обработки свода 1448 года, между тем как Сокращённый свод сохранил текст протографа. Как и в Устюжской летописи, в этой части Сокращённого свода читается рассказ об участии в 1217 года в Липицкой битве богатырей Добрыни Золотого Пояса и Александра Поповича и о гибели в битве на Калке в 1223 году Александра Поповича и других богатырей, а также о начале деятельности в 1360 году новгородского ушкуйника Анфала.

## Издания
- Полное собрание русских летописей. — М.; Л., 1962. — Т. 27. — С. 163—367.